# چندلر (آلاسکا)
چندلر (به انگلیسی: Chandalar) یک منطقهٔ مسکونی در ایالات متحده آمریکا است که در آلاسکا واقع شده‌است. چندلر ۵۷۰٫۹ متر بالاتر از سطح دریا واقع شده‌است.